# Rajd Piancavallo 1993
14. Rajd Piancavallo (14. Rally Piancavallo) – 14 edycja rajdu samochodowego Rajdu Piancavallo rozgrywanego we Włoszech. Rozgrywany był od 23 do 24 kwietnia 1993 roku. Była to dziesiąta runda Rajdowych Mistrzostw Europy w roku 1993 (rajd miał najwyższy współczynnik - 20) oraz trzecia runda Rajdowych Mistrzostw Włoch.

## Klasyfikacja rajdu
| Miejsce                                        | Kierowca                                       | Pilot                                          | Samochód                                       | Czas                                           | Strata                                         |                                                |
| Klasyfikacja generalna, ERC i mistrzostw Włoch | Klasyfikacja generalna, ERC i mistrzostw Włoch | Klasyfikacja generalna, ERC i mistrzostw Włoch | Klasyfikacja generalna, ERC i mistrzostw Włoch | Klasyfikacja generalna, ERC i mistrzostw Włoch | Klasyfikacja generalna, ERC i mistrzostw Włoch | Klasyfikacja generalna, ERC i mistrzostw Włoch |
| ---------------------------------------------- | ---------------------------------------------- | ---------------------------------------------- | ---------------------------------------------- | ---------------------------------------------- | ---------------------------------------------- | ---------------------------------------------- |
| 1.                                             | Piero Liatti                                   | Maurizio Imerito                               | Lancia Delta HF Integrale                      | 3:50:41                                        | 0.0                                            |                                                |
| 2.                                             | Gilberto Pianezzola                            | Loris Roggia                                   | Lancia Delta HF Integrale                      | 3:51:18                                        | +37                                            |                                                |
| 3.                                             | Gianfranco Cunico                              | Stefano Evangelisti                            | Ford Escort RS Cosworth                        | 3:53:40                                        | +2:59                                          |                                                |
| 4.                                             | Dario Cerrato                                  | Luciano Guizzardi                              | Lancia Delta HF Integrale                      | 3:59:41                                        | +9:00                                          |                                                |
| 5.                                             | Pierre-César Baroni                            | Hervé Sauvage                                  | Lancia Delta HF Integrale                      | 4:03:04                                        | +12:23                                         |                                                |
| 6.                                             | Gianni Fiora                                   | Massimo Sghedoni                               | Renault Clio 16S                               | 4:06:20                                        | +15:39                                         |                                                |
| 7.                                             | Roberto Cimolai                                | Luigi Vazzoler                                 | Lancia Delta HF Integrale                      | 4:06:59                                        | +16:18                                         |                                                |
| 8.                                             | Giovanni Manfrinato                            | Claudio Condotta                               | Ford Sierra RS Cosworth 4x4                    | 4:08:09                                        | +17:28                                         |                                                |
| 9.                                             | Renato Travaglia                               | Alessandro Mari                                | Ford Escort RS Cosworth                        | 4:08:54                                        | +18:13                                         |                                                |
| 10                                             | Bruno Bentivogli                               | Ilaria Hedinger                                | Ford Escort RS Cosworth                        | 4:10:28                                        | +19:47                                         |                                                |